# Anadenosternum
Anadenosternum es un género de ácaros perteneciente a la familia Parasitidae.

## Especies
- Anadenosternum azaleensis (Daele, 1975)
- Anadenosternum pediculosum Karg & Glockemann, 1995